# Himmelsblå fans
Himmelsblå fans var en supporterförening till fotbollsklubben LdB FC, tidigare Malmö FF Dam, bildad den 24 januari 2004.
Föreningen var aktiv vid MFF dams hemmamatcher, med så kallade tifon. Ursprungligen tänkt som en avdelning inom MFF Support, men resulterade i en separat förening. 

Föreningens ordförande är Jessica Wiberg. Hon drev webbplatsen mffare.com, som ursprungligen var en fansajt om spelare i MFF men som sedan fungerade som supporterföreningens officiella webbplats.